# Tularemija
Tularemija je nalezljiva bolezen, ki jo povzroča gramnegativna bakterija Francisella tularensis. Bolezen ima v različnih predelih sveta različna imena: v ZDA jo imenujejo tudi zajčja mrzlica ali vročina umazanih muh, na Japonskem bolezen Ohara, v Rusiji pa bolezen vodne podgane.
Začetek bolezni je neznačilen, v nadaljnjem poteku pa so za večino primerov značilne kožne razjede in otekle bezgavke. Tularemija je razširjena po večjem delu severne poloble. Človek se lahko poleg zaužitja kontaminirane vode in hrane okuži tudi zaradi dotika, ugriza ali pika okužene živali, še posebej klopov in zajcev.
Bakterija je zaradi svojih lastnosti zelo primerna tudi za uporabo v obliki biološkega orožja.

## Patogeneza
V patogenezi tularemije so pomembni število bakterij in njihova virulenca ter imunsko stanje gostitelja. Pri inhalaciji ali okužbi prek kože je zadostno število 10-15, pri zaužitju pa je potrebno število 100.000.000.
Inkubacijska doba traja od 3-4 dni; najkrajša traja 1 dan, najdaljša pa 21 dni. Bolezen se začne nenadno, z vročino, mrzlico, glavobolom, utrujenostjo in bruhanjem. Lahko se pojavijo diareja, kašelj ter bolečine v mišicah, žrelu in trebuhu. Jetra in vranica so pogosto povečana.
Za nadaljnji razvoj bolezni je pomembno vstopno mesto. Glede na to obstaja več tipov:
- ulceroglandularna tularemija: pojavlja se pri 70-80 % vseh okuženih; na koži na mestu okužbe nastane majhna kožna sprememba, ki se v 2-4 dneh razvije v razjedo, ki ima vzdignjene robove in ne boli, značilno pa je tudi otekanje bezgavk (limfadenopatija), predvsem na območju pazduh in dimelj
- glandularna tularemija: pojavlja se pri 5-10 % vseh okuženih; potek je enaki kot pri ulceroglandularnem tipu, vendar vstopno mesto ni znano
- tifusna tularemija: pojavlja se pri 5-15 % vseh okuženih; nastane po kožnem stiku, inhalaciji ali zaužitju, značilnih kožnih sprememb in otekanja bezgavk ni, prisotni pa sta vročina in bruhanje, lahko tudi diareja, bolečine za prsnico, nizek krvni tlak (hipotenzija), vnetje sluznice žrela, večkrat so prizadeta pljuča; ob nezdravljenju je smrtnost 30 %
- okuloglandularna tularemija: pojavlja se pri 1-2 % vseh okuženih; vstopno mesto je očesna veznica pri stiku s kontaminiranimi prsti, vodo ali zrakom, v začetku se pojavi solzenje in fotofobija, pozneje pa lokalni znaki vnetja
- pljučna tularemija: je najhujša oblika z veliko stopnjo smrtnosti, prizadeti so predvsem laboratorijski delavci; značilni so vročina, suhi kašelj in bolečine za prsnico
- orofaringealna tularemija: pojavlja se pri 2-4 % vseh okuženih, predvsem pri otrocih; vstopno mesto je sluznica ustne votline in žrelnega prostora, glavni simptomi pa so povečane območne bezgavke ter otečenost in obloge nebnic
- črevesna tularemija: značilni simptomi so vročina, diareja in bruhanje, iztrebljanja so številna, trebuh pa je napet in na pritisk močno boleč

Bakterija je znotrajcelični parazit. Z limfo in krvjo se širi v makrofagni fagocitni sistem, kjer se razmnožuje, nato pa ponovno vdre v kri in se razširi v različne organe, kot so bezgavke, jetra, možgani in vranica. Preživetje bakterije v makrofagih omogoča inhibicija zlitja fagosoma z lizosomom, zakisanja fagosoma in koriščenje gostiteljevega železa.

## Epidemiologija
Tularemija je razširjena po vsej severni polobli med 30º in 71º zemljepisne širine. Bolezen se lahko prenese tudi zaradi dotika, ugriza ali pika okužene živali. Približno 100 vrst divjih živali, 9 vrst domačih živali, 25 vrst ptičev ter več vrst dvoživk, klopov, komarjev, in rib je okuženih z bakterijo. Nekatere živali kot konji, mačke in psi so nedovzetni za okužbo. Bakterijo je bila izolirana tudi iz odplak in stoječih vod. Glavni epidemiološki rezervoar so zajci in klopi in slednji so tudi glavni prenašalci (vektorji) bolezni. V predelih, kjer bolezen prenašajo klopi, je več obolenj spomladi in poleti, v primeru glodavcev pa je več obolenj pozimi.
Obolevajo moški in ženske vseh starosti, več obolenj je pri moških. Ogroženo skupine predstavljajo laboratorijski delavci, kmetje, veterinarji, pastirji, mesarji in kuharji. Prenos s človeka na človeka ni dokazan.
V Sloveniji je bolezen izredno redka. Junija 2021 so na Goriškem po več kot 20 letih brez primerov okužbe potrdili 47 primerov, od tega kar 34 na Goriškem. 21 ljudi je potrebovalo hospitalizacijo. V zadnjih 15 letih je bilo sicer zabeleženih 29 primerov, predvsem na območju Gorenjske in Prekmurja, v povprečju 1,3 primera na leto.

## Diagnoza in zdravljenje
Pomembni so podatki o kliničnem poteku bolezni, vendar je za dokončno diagnozo potrebna bakteriološka diagnostika. Laboratorijski izvidi niso značilni, vendar se lahko pojavijo znižana koncentracija natrija (hiponatremija) in trombocitov v krvi (trombocitopenija), prisotnost mioglobina v urinu (mioglobinurija) ter zvišane vrednosti serumskih transaminaz in kreatinin-fosfokinaze. Pri ulceroglandularnem in glandularnem tipu je potrebno pomisliti na okužbe s stafilokoki in streptokoki, tuberkolozo, kugo in antraks, pri tifusni obliki na brucelozo, malarijo in trebušni tifus, pri pljučni na legionelozo in pri orofaringealni na davico ter okužbo s streptokoki in virusi.
Pri zdravljenju se običajno uporablja streptomicin, učinkoviti so tudi gentamicin, tetraciklin, kloramfenikol, kinoloni in imipenem. Kirurško zdravljenje je omejeno na odvajanje izcedkov iz zagnojene bezgavke in plevralnega gnoja.